# Czarny motyl (film 2006)
Czarny motyl (hiszp. Mariposa negra) – peruwiańsko-hiszpański dramat filmowy z 2006 roku w reżyserii Francisco J. Lombardiego. Scenariusz powstał na podstawie powieści Wielkie spojrzenia autorstwa Alonsa Cueto.

## Obsada
- Darío Abad – Guido Pazos
- Gustavo Bueno – Osmán
- Montserrat Carulla – Pilar
- Yvonne Frayssinet – Dotty
- Lluís Homar – Mar
- Ricardo Morán – Ramón
- Liliana Trujillo – Aida
- Magdyel Ugaz – Ángela
- Melania Urbina – Gabriela

i inni

## Nagrody
Film został nominowany do nagrody Goya w kategorii Najlepszy zagraniczny film hiszpańskojęzyczny, podczas 22. ceremonii wręczenia tej nagrody.